# Irchino (obwód wołogodzki)
Irchino (ros. Ирхино) – wieś w Rosji, w rejonie wołogodzkim obwodu wołogodzkiego. W 2010 r. liczyła 8 mieszkańców.